# Асоціація гравців Національної хокейної ліги

Логотип NHLPA

Асоціа́ція гравці́в НХЛ (НХЛПА) (англ. The National Hockey League Players' Association, NHLPA) — профспілка, яка представляє інтереси гравців НХЛ: її членами є самі гравці НХЛ. Асоціацію створено в червні 1967 року: першим її президентом став Боб Полфорд (англ. Bob Pulford), а Алан Іглзон (англ. Alan Eagleson) — першим керівником. Штаб-квартира АГНХЛ знаходиться в Торонто.
У 1971 році Асоціація хокеїстів НХЛ впровадила «Нагороду Лестера Пірсона», яку щорічно вручають найкращому гравцеві за версією самих хокеїстів. Приз впроваджено на честь екс-прем'єр-міністра Канади.
З АГНХЛ пов'язані всі три локаути НХЛ. Після другого, який скоротив сезон 1994-95 до 48 матчів, АГНХЛ у 1995 році підписала колективну угоду про умови праці, яку продовжили до 15 вересня 2004 року. НХЛ та АГНХЛ не змогли домовитися щодо нових умов договору, внаслідок чого сезон 2004/05 був повністю відмінений. Через два місяці після початку локауту профспілка почала виплату «допомоги з безробіття» своїм членам — по 10 000 доларів США в місяць. Ці гроші хокеїсти самі заощаджували у спеціальний фонд профспілки протягом декількох років.